# Salisbury (Connecticut)
Salisbury es un pueblo ubicado en el condado de Litchfield en el estado estadounidense de Connecticut. En el año 2005 tenía una población de 3.977 habitantes y una densidad poblacional de 28 personas por km².

## Geografía
Salisbury se encuentra ubicada en las coordenadas 41°59′06″N 73°25′20″O / 41.98500, -73.42222.

## Demografía
Según la Oficina del Censo en 2000 los ingresos medios por hogar en la localidad eran de $53,051, y los ingresos medios por familia eran $69,152. Los hombres tenían unos ingresos medios de $$43,807 frente a los $29,861 para las mujeres. La renta per cápita para la localidad era de $38,752. Alrededor del 7.8% de la población estaban por debajo del umbral de pobreza.